# The Body Shop
The Body Shop er en international kosmetikvirksomhed, der producerer og sælger kosmetikprodukter i hele verden. Grundlæggeren Anita Roddick åbnede den første The Body Shop butik i Brighton på den engelske sydkyst helt tilbage i 1976. Den første udenlandske franchisebutik åbnede i Bruxelles i 1978, og i 1981 åbnede den første danske The Body Shop butik.
I 2006 opkøbte den franskbaseret virksomhed L'Oréal selskabet, som i 2017 solgte det videre til den brasilianske virksomhed Natura Cosméticos.
The Body Shop International plc. har nu mere end 3.000 butikker i 64 lande verden over, og butikkerne besøges hvert år af næsten 300 millioner mennesker. [kilde mangler]
The Body Shop har lige siden begyndelsen arbejdet med kampagner til fordel for både menneskerettigheder, miljø og ikke mindst beskyttelse af dyr og bekæmpelse af test på dyr inden for kosmetikbranchen. 